# Khadak
Khadak is een film uit 2006 die zich afspeelt in Mongolië. De Belgisch/Nederlands/Duitse productie werd gemaakt onder directie van Peter Brosens en Jessica Woodworth. 
De film gaat over de verhuizing van Mongoolse nomaden naar de stad op het eind van de 20ste eeuw. In de film wordt de herder Bagi gevolgd terwijl hij van jongen opgroeit tot man. Hij raakt betrokken bij het verzet tegen de mijnbouwonderneming waarin hij moest gaan werken na zijn verhuizing. Bagi strijdt ondertussen ook tegen zijn epilepsie die hem allerlei mystieke ervaringen oplevert en waarin de traditionele geneeskunst van het natuurvolk het opneemt tegen de gevestigde medische benadering. 

## Rolverdeling
- Batzul Khayankhyarvaa als Bagi
- Tsetsegee Byamba als Zolzaya
- Banzar Damchaa als Grandfather
- Tserendarizav Dashnyam als Shamaness
- Dugarsuren Dagvadorj als Mother
- Uuriintuya Enkhtaivan als Naraa